# Confesión a Laura
Confesión a Laura é um filme de drama colombiano de 1991 dirigido e escrito por Jaime Osorio Gómez. Foi selecionado como representante da Colômbia à edição do Oscar 1992, organizada pela Academia de Artes e Ciências Cinematográficas.

## Elenco
- Vicky Hernández - Laura
- Gustavo Londoño - Santiago
- Maria Cristina Gálvez - Josefina